# AFI 10 Top 10
AFI 10 Top 10 – lista ta jest uhonorowaniem klasycznych amerykańskich filmów, podzielonych według 10 gatunków filmowych. Została ogłoszona przez Amerykański Instytut Filmowy 17 czerwca 2008.
W czasie prezentacji listy udział w dyskusji zabrali m.in.: 
Clint Eastwood, James Woods, Quentin Tarantino, Lesley Ann Warren, Gabriel Byrne, Kirk Douglas, Isabella Rossellini, Sean Astin, Harrison Ford, Steven Spielberg, George Lucas, Elizabeth Perkins, Cuba Gooding Jr., James Earl Jones, Nathan Lane, Tim Allen, Sigourney Weaver, Michael J. Fox, Dennis Hopper, Gene Hackman, Amy Madigan, Dominic Monaghan, Rita Wilson, Andie MacDowell, Harold Ramis, Roman Polański, Robert Loggia, Talia Shire, Susan Sarandon, Daniel Stern, Norman Jewison, Sidney Lumet, Rob Reiner, Ray Liotta oraz Jane Fonda.

## Filmy animowane
Prezentowane przez Jennifer Love Hewitt.
| Pozycja | Tytuł                                   | Rok  |
| ------- | --------------------------------------- | ---- |
| 1       | Królewna Śnieżka i siedmiu krasnoludków | 1937 |
| 2       | Pinokio                                 | 1940 |
| 3       | Bambi                                   | 1942 |
| 4       | Król lew                                | 1994 |
| 5       | Fantazja                                | 1940 |
| 6       | Toy Story                               | 1995 |
| 7       | Piękna i Bestia                         | 1991 |
| 8       | Shrek                                   | 2001 |
| 9       | Kopciuszek                              | 1950 |
| 10      | Gdzie jest Nemo?                        | 2003 |

## Komedie romantyczne
Prezentowane przez Jessicę Albę.
| Pozycja | Tytuł                    | Rok  |
| ------- | ------------------------ | ---- |
| 1       | Światła wielkiego miasta | 1931 |
| 2       | Annie Hall               | 1977 |
| 3       | Ich noce                 | 1934 |
| 4       | Rzymskie wakacje         | 1953 |
| 5       | Filadelfijska opowieść   | 1940 |
| 6       | Kiedy Harry poznał Sally | 1989 |
| 7       | Żebro Adama              | 1949 |
| 8       | Wpływ księżyca           | 1987 |
| 9       | Harold i Maude           | 1971 |
| 10      | Bezsenność w Seattle     | 1993 |

## Westerny
Prezentowane przez Clinta Eastwooda.
| Pozycja | Film                         | Rok  |
| ------- | ---------------------------- | ---- |
| 1       | Poszukiwacze                 | 1956 |
| 2       | W samo południe              | 1952 |
| 3       | Jeździec znikąd              | 1953 |
| 4       | Bez przebaczenia             | 1992 |
| 5       | Rzeka Czerwona               | 1948 |
| 6       | Dzika banda                  | 1969 |
| 7       | Butch Cassidy i Sundance Kid | 1969 |
| 8       | McCabe i pani Miller         | 1971 |
| 9       | Dyliżans                     | 1939 |
| 10      | Kasia Ballou                 | 1965 |

## Filmy o sporcie
Prezentowane przez Cubę Goodinga Jr.
| Pozycja | Tytuł            | Rok  |
| ------- | ---------------- | ---- |
| 1       | Wściekły Byk     | 1980 |
| 2       | Rocky            | 1976 |
| 3       | Duma Jankesów    | 1942 |
| 4       | Mistrzowski rzut | 1986 |
| 5       | Byki z Durham    | 1988 |
| 6       | Bilardzista      | 1961 |
| 7       | Golfiarze        | 1980 |
| 8       | Uciekać          | 1979 |
| 9       | Wielka nagroda   | 1944 |
| 10      | Jerry Maguire    | 1996 |

## Filmy kryminalne
Prezentowane przez Gabriela Byrne’a.
| Pozycja | Tytuł                   | Rok  |
| ------- | ----------------------- | ---- |
| 1       | Zawrót głowy            | 1958 |
| 2       | Chinatown               | 1974 |
| 3       | Okno na podwórze        | 1954 |
| 4       | Laura                   | 1944 |
| 5       | Trzeci człowiek         | 1949 |
| 6       | Sokół maltański         | 1941 |
| 7       | Północ, północny zachód | 1959 |
| 8       | Blue Velvet             | 1986 |
| 9       | M jak morderstwo        | 1954 |
| 10      | Podejrzani              | 1995 |

## Filmy fantasy
Prezentowane przez Seana Astina.
| Pozycja | Tytuł                                  | Rok  |
| ------- | -------------------------------------- | ---- |
| 1       | Czarnoksiężnik z Oz                    | 1939 |
| 2       | Władca Pierścieni: Drużyna Pierścienia | 2001 |
| 3       | To wspaniałe życie                     | 1946 |
| 4       | King Kong                              | 1933 |
| 5       | Cud na 34. ulicy                       | 1947 |
| 6       | Pole marzeń                            | 1989 |
| 7       | Harvey                                 | 1950 |
| 8       | Dzień świstaka                         | 1993 |
| 9       | Złodziej z Bagdadu                     | 1924 |
| 10      | Duży                                   | 1988 |

## Filmy science fiction
Prezentowane przez Sigourney Weaver.
| Pozycja | Tytuł                                    | Rok  |
| ------- | ---------------------------------------- | ---- |
| 1       | 2001: Odyseja kosmiczna                  | 1968 |
| 2       | Gwiezdne wojny: część IV – Nowa nadzieja | 1977 |
| 3       | E.T.                                     | 1982 |
| 4       | Mechaniczna pomarańcza                   | 1971 |
| 5       | Dzień, w którym zatrzymała się Ziemia    | 1951 |
| 6       | Łowca androidów                          | 1982 |
| 7       | Obcy – ósmy pasażer Nostromo             | 1979 |
| 8       | Terminator 2: Dzień sądu                 | 1991 |
| 9       | Inwazja porywaczy ciał                   | 1956 |
| 10      | Powrót do przyszłości                    | 1985 |

## Filmy gangsterskie
Prezentowane przez Quentina Tarantino.
| Pozycja | Tytuł               | Rok  |
| ------- | ------------------- | ---- |
| 1       | Ojciec chrzestny    | 1972 |
| 2       | Chłopcy z ferajny   | 1990 |
| 3       | Ojciec chrzestny II | 1974 |
| 4       | Biały żar           | 1949 |
| 5       | Bonnie i Clyde      | 1967 |
| 6       | Człowiek z blizną   | 1932 |
| 7       | Pulp Fiction        | 1994 |
| 8       | Wróg publiczny nr 1 | 1931 |
| 9       | Mały Cezar          | 1931 |
| 10      | Człowiek z blizną   | 1983 |

## Dramaty sądowe
Prezentowane przez Jamesa Woodsa.
| Pozycja | Film                     | Rok  |
| ------- | ------------------------ | ---- |
| 1       | Zabić drozda             | 1962 |
| 2       | Dwunastu gniewnych ludzi | 1957 |
| 3       | Sprawa Kramerów          | 1979 |
| 4       | Werdykt                  | 1982 |
| 5       | Ludzie honoru            | 1992 |
| 6       | Świadek oskarżenia       | 1957 |
| 7       | Anatomia morderstwa      | 1959 |
| 8       | Z zimną krwią            | 1967 |
| 9       | Krzyk w ciemności        | 1988 |
| 10      | Wyrok w Norymberdze      | 1961 |

## Filmy epickie
Prezentowane przez Kirka Douglasa.
| Pozycja | Tytuł                  | Rok  |
| ------- | ---------------------- | ---- |
| 1       | Lawrence z Arabii      | 1962 |
| 2       | Ben-Hur                | 1959 |
| 3       | Lista Schindlera       | 1993 |
| 4       | Przeminęło z wiatrem   | 1939 |
| 5       | Spartakus              | 1960 |
| 6       | Titanic                | 1997 |
| 7       | Na Zachodzie bez zmian | 1930 |
| 8       | Szeregowiec Ryan       | 1998 |
| 9       | Czerwoni               | 1981 |
| 10      | Dziesięcioro przykazań | 1956 |